# Aeroportul Hanimaadhoo
Aeroportul Hanimaadhoo (IATA: HAQ, ICAO: VRMH, VRHU) este un aeroport din Haa Dhaalu Atoll⁠(d), Maldive.
Situat la o altitudine de 1 m, aeroportul dispune de 1 pistă.

## Infrastructură

### Piste
Aeroportul dispune de o singură pistă. Pista are orientarea 03/21. 